# Rudolf Haegele
Rudolf Haegele (* 21. April 1926 in Schömberg bei Rottweil; † 27. Juni 1998 in Remseck) war ein deutscher Maler und Hochschullehrer.

## Leben
Rudolf Haegeles Vater war Lehrer und Organist und hatte den Titel Kirchenmusikdirektor. 1932 zog die Familie nach Aalen. Nach der Grundschule besuchte Rudolf Haegele ab 1936 das Schubart-Gymnasium Aalen und machte dort 1943 Abitur. Anschließend wurde er zum Arbeitsdienst und später zur Kriegsmarine eingezogen. Schockiert von den Schrecken des Krieges „entdeckte er für sich die Malerei als Möglichkeit, in der künstlerischen Arbeit sein unbedingtes Nein zur Welt, wie er sie erlebt hatte, und ein ebenso unbedingtes Ja zur Veränderung dieser Welt, formulieren zu können“.
So begann er 1946 ein Studium an der Kunstakademie in Stuttgart bei den Malern Fritz Steisslinger und Hermann Sohn. 1949 ermöglichte ihm das Louis-Gindraux-Stipendium einen einjährigen Studienaufenthalt in Paris. Die Malerei Jean Dubuffets und die Philosophie von Albert Camus, die er dort kennenlernte, hatten einen tiefgehenden Einfluss auf sein weiteres Werk. Von 1951 bis 1952 setzte er sein Studium an der Stuttgarter Akademie bei Rudolf Yelin fort. Danach war er als freischaffender Künstler tätig, mit zahlreichen Ausstellungen im In- und Ausland. 
1960 heiratete er Ilse Gabriel und die Familie zog 1965 nach Remseck bei Ludwigsburg. Zum Sommersemester 1965 wurde er als Professor für Malerei und Nachfolger des im Vorjahr verstorbenen Heinrich Wildemann an die Staatliche Akademie der Bildenden Künste in Stuttgart berufen, ein Amt, das er bis zu seiner Emeritierung im Jahre 1992 innehatte. 1968 wählte ihn die Stuttgarter Sezession zu ihrem Vorsitzenden. Er starb 1998 in Remseck. Über sein Werk schreibt die Kunstkritikerin Gabriele Hoffmann: „Rudolf Haegeles Malerei ist Ausdruck der Revolte gegen eine Welt, wie er sie kennt, und zugleich Ausdruck der Liebe zu einer Welt, für die sich die künstlerische Revolte lohnt“. Mit dieser Haltung hat er eine Vielzahl von jungen Künstlern nachhaltig geprägt. Bereits während ihrer Akademiezeit entfalteten seine Studierenden eine rege Ausstellungstätigkeit.

## Werke (Auswahl)
- Torso 1964
- Prometheus II 1973
- Palimpsest (Landschaftsbrief) 1980
- Lichtes Blau 1 1983
- Freskenreste 1988
- Hohenasperg (In memoriam CFD Schubart) 1990
- Zeugenberg 1992
- Figur 1992
- Ursprung eines Flusses (Jangtse) 1993
- Rumpfphysiognomie (Haupt der Medusa) 1993
- Moos 1993
- Lot 1994
- Lava 1994
- Lofoten II 1995
- Flügelwesen (Nike) 1996
- Sandwalze 1996
- Vier Bilder O.T. 1996/1997
- Ariadne 1997